# Mohd Khir Johari
Tan Sri Mohamed Khir Johari (* 29. Januar 1923 in Alor Setar, Kedah; † 19. November 2006 in Kuala Lumpur) war ein malaysischer Politiker und langjähriger Erziehungsminister.

## Biografie

### Zweiter Weltkrieg
Nach dem Schulbesuch begann er ein Studium der englischen Sprache am Sultan Abdul Hamid College, das er 1939 mit einem Diplom abschloss. Das anschließend geplante Lehramtsstudium am Raffles College in Singapur konnte er wegen des begonnenen Zweiten Weltkrieges nicht aufnehmen.
Als nach der Niederlage der japanischen Armee gegen die alliierten Streitkräfte 1945 die kommunistische Rebellenorganisation "Die drei Sterne" (Bintang Tiga) versuchten im späteren Bundesstaat Kedah an die Macht zu gelangen, trat er in eine kleine Gruppe junger Männer um Tunku Abdul Rahman bei, denen es ohne Waffen gelang, diese Machtübernahme zu verhindern und Kedah bis zur Ankunft der britischen Besatzungstruppen gegen die Kommunisten zu verteidigen. Er sah in Rahman den "Mann der Stunde", mit dem ihn letztlich eine lebenslange Freundschaft bis zum Tode Rahmans 1990 verband.
Danach begründeten die beiden eine Hilfsbewegung für die Opfer des sogenannten Death Railway, einer Eisenbahnverbindung, die die japanische Armee im Zweiten Weltkrieg von Juni 1942 bis Oktober 1943 zwischen dem damaligen Burma und Thailand von Zwangsarbeitern und Kriegsgefangenen bauen ließ und bei der rund 94.000 asiatische (Zwangs-)Arbeiter und etwa 14.000 alliierte Gefangene ihr Leben verloren. Nach dem Zweiten Weltkrieg ließen sich viele der Opfer in Indonesien und Malaysia nieder und befanden sich dort schlimmen Zuständen und bedurften der medizinischen Versorgung und des Schutzes. Neben Rahman und Khir bauten einige wenige Freiwillige ein Armenhaus (Rumah Miskin) auf, dessen Vorsteher Rahman und Sekretär Khir waren. Im Anschluss war er als Lehrer am Sultan Abdul Hamid College tätig.

### Unabhängigkeit Malaysias
Khir Johari begann seine politische Laufbahn 1955 als Generalsekretär der United Malays National Organisation (UMNO) und mit der Wahl zum Mitglied des ersten Abgeordnetenhauses (Dewan Rakyat), dem er bis 1982 als Vertreter der UMNO angehörte. Nach der Unabhängigkeit Malaysias von Großbritannien am 31. August 1957 wurde er von seinem Freund und damaligen Premierminister, Tunku Abdul Rahman, in das Amt des Erziehungsministers berufen. Dieses Amt übte er dann auch unter dessen Nachfolgern Abdul Razak und Hussein Onn bis 1975 aus. Von 1975 bis 1976 war er Minister ohne Portefeuille und darüber hinaus auch Ständiger Vertreter Malaysias bei den Vereinten Nationen (UN) und war als solcher zugleich als Botschafter in den USA, Brasilien und Mexiko akkreditiert. Daneben war er zeitweise zusätzlich auch Gesundheitsminister, Minister für Kooperativen, Minister für Handel und Industrie (1959 bis 1962) sowie Landwirtschaftsminister. 
Nach seinem Rücktritt hatte er Ämter in mehreren Organisationen inne und war unter anderem von 1972 bis 2006 Vorsitzender des World Wide Fund For Nature (WWF) von Malaysia sowie der Bodybuildingvereinigung. Als Vorsitzender des Badmintonverbandes führte er Malaysia auch zum ersten Sieg im Thomas Cup 1967. Daneben war er Mitglied des Exekutivkomitees, seit 1982 außerdem Vizepräsident des Olympic Council of Malaysia, des malaysischen Nationalen Olympischen Komitees sowie von 1961 bis 1985 Präsident der Badminton Association of Malaysia.
Für seine politischen und gesellschaftlichen Verdienste wurde ihm von der Regierung der Ehrentitel „Tan Sri“ verliehen.